# Wayne’s Coffee

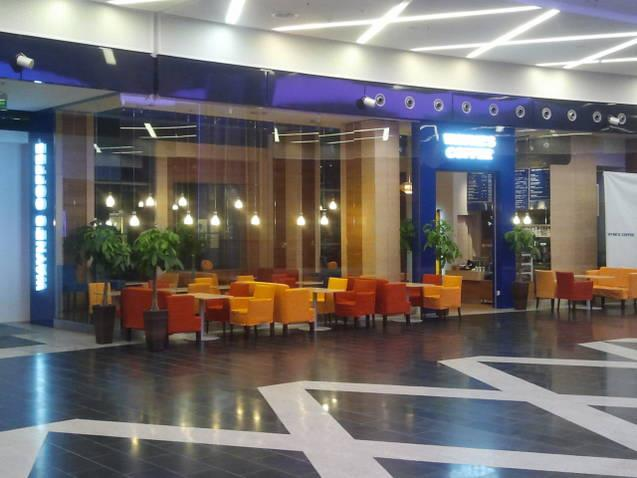
Wayne’s Coffee w Millenium Hall w Rzeszowie.

Wayne’s Coffee to ogólnoświatowa sieć szwedzkich kawiarni, założona w Sztokholmie w 1994. Początkowo kawiarnie znajdowały się w krajach skandynawskich, później utworzono je również w innych krajach. Obecnie Wayne’s Coffee posiada swoje punkty w krajach takich jak: 
- Szwecja
- Finlandia
- Rosja
- Estonia
- Polska
- Dania
- Norwegia
- Arabia Saudyjska
- Chiny

W sierpniu 2010 Wayne’s Coffee miała ponad 100 punktów w 10 krajach.